# Chung kết Cúp C1 châu Âu 1957
Trận chung kết Cúp C1 châu Âu năm 1957 là trận đấu bóng đá giữa Real Madrid của Tây Ban Nha và ACF Fiorentina của Ý trên Santiago Bernabéu ở Madrid, Tây Ban Nha vào ngày 30 tháng 5 năm 1957.

## Chi tiết trận đấu
| Real Madrid                        | 2–0      | Fiorentina |
| ---------------------------------- | -------- | ---------- |
| Di Stéfano 69' (ph.đ.) · Gento 75' | Chi tiết |            |

| Real Madrid | Fiorentina |

| REAL MADRID:                                      |    |                    |
|                                                   |    |                    |
| TM                                                | 1  | Juan Alonso        |
| HV                                                | 2  | Manuel Torres      |
| HV                                                | 3  | Marquitos          |
| HV                                                | 4  | Rafael Lesmes      |
| HV                                                | 5  | Miguel Muñoz (ĐT)  |
| TV                                                | 6  | José María Zárraga |
| TV                                                | 7  | Raymond Kopa       |
| TV                                                | 8  | Enrique Mateos     |
| TV                                                | 9  | Alfredo Di Stéfano |
| TĐ                                                | 10 | Héctor Rial        |
| TĐ                                                | 11 | Francisco Gento    |
| Huấn luyện viên:                                  |    |                    |
| José Villalonga Trợ lý trọng tài Trọng tài thứ tư |    |                    |

| ACF FIORENTINA:   |    |                     |
|                   |    |                     |
| TM                | 1  | Giuliano Sarti      |
| HV                | 2  | Ardico Magnini      |
| HV                | 3  | Alberto Orzan       |
| HV                | 4  | Sergio Cervato (ĐT) |
| HV                | 5  | Scaramucci          |
| TV                | 6  | Armando Segato      |
| TV                | 7  | Julinho             |
| TV                | 8  | Guido Gratton       |
| TV                | 9  | Giuseppe Virgili    |
| TĐ                | 10 | Miguel Montuori     |
| TĐ                | 11 | Bizzarri            |
| Huấn luyện viên:  |    |                     |
| Fulvio Bernardini |    |                     |